# Super Street Fighter II Turbo HD Remix
Super Street Fighter II Turbo HD Remix est un jeu vidéo de combat en 2D. C'est un remake de Super Street Fighter II Turbo (la 8e moutûre de Street Fighter II) contenant la version originale du jeu et une version haute définition, ainsi qu'un mode arcade classique et "remixé". Il est sorti sur les consoles de salon PlayStation 3 et Xbox 360 via leur service de téléchargements respectif, le PlayStation Store et le Xbox Live Arcade, au mois de novembre 2008 sur les 2 plateformes, exception faite de la version PSN européenne, dont les joueurs dûrent attendre février 2009.

## Système de jeu
Super Street Fighter II Turbo HD Remix inclut la même composition de personnages que Super Street Fighter II Turbo en deux versions : classique (la version originale des personnages) et haute définition (la version en haute définition des personnages, entièrement redessinée pour l'occasion).
De plus, il comprend :
- un mode Arcade Classique/Remixé ;
- un mode Online et Offline ;
- un mode d'entraînement ;
- les musiques originales et remixées ;
- la conversation vocale ;
- des tournois pouvant inclure jusqu'à 8 joueurs ;
- un classement mondial par personnages et par pays ;
- un affichage permettant une résolution 16:9 sans altérer le gameplay.

## Développement
Le jeu est basé sur la version Dreamcast du jeu Super Street Fighter II Turbo, nommée Super Street Fighter II X for Matching Service (sorti uniquement au Japon), car celle-ci possède l'avantage de déjà posséder un mode online multijoueurs. Cependant, des changements ont été inclus par rapport à la version arcade originale.

### Bêta publique
Une version bêta publique du jeu, avec Ryu et Ken comme personnages jouables et un seul décor, a été publié le 25 juin 2008 sur la Xbox 360. Le but de cette bêta était de tester le code source du mode online. Après une série de correctifs, une mise à jour a été publiée et ce programme de test a été étendu au 5 septembre 2008 pour finalement se terminer le 25 novembre 2008. Les joueurs désirant participer devaient acquérir la version Xbox Live Arcade du jeu Wolf of the Battlefield: Commando 3.

## Graphismes
Les sprites et décors originaux (en 224 pixels dans la version originale de Super Street Fighter II Turbo) ont été remplacés par des graphismes en haute résolution (1080 pixels), permettant d'utiliser les capacités des écrans haute-définition et du format 16:9. Il est toutefois possible de sélectionner les sprites originaux dans les options du jeu.